# Щибров, Борис Алексеевич
Бори́с Алексе́евич Щи́бров (1 января 1912, Иваново-Вознесенск, Владимирская губерния — 1975, Иваново, СССР) — советский футболист, тренер, судья.
В качестве футболиста выступал в командах «Динамо» (Иваново), «Спартак» (Москва) и «Основа» (Иваново). Чемпион СССР 1936 (осень), обладатель кубка РСФСР 1940 года. После окончании карьеры стал тренером. В 1946 году Щибров в течение месяца исполнял обязанности главного тренера ивановского «Динамо».
С 1947 по 1948 год работал тренером в ивановской команде «Красное Знамя», которая пришла на смену «Динамо». Затем Борис Щибров переквалифицировался в футбольного рефери. Он долгое время судил матчи советского первенства и имел республиканскую категорию.
Сын Владимир выступал за ивановский «Текстильщик». Внук Андрей три года играл за команду «Волжанин» (Кинешма).
Борис и Владимир Щибровы похоронены на ивановском кладбище Балино.